# Garthia
Genre
Garthia est un genre de geckos de la famille des Phyllodactylidae.

## Répartition
Les 2 espèces de ce genre se rencontrent dans le sud de l'Amérique du Sud.

## Description
Ce sont des geckos nocturnes.

## Liste des espèces
Selon The Reptile Database (27 avril 2014) :
- Garthia gaudichaudii (Duméril & Bibron, 1836)
- Garthia penai (Donoso-Barros, 1966)

## Étymologie
Ce genre est nommé en l'honneur de Garth Underwood.

## Publication originale
- Donoso-Barros & Vanzolini, 1965 : Garthia. El genero Garthia DONOSO-BARROS & VANZOLINI y los geckos gimnodactilidos afines. Noticiario Mensual del Museo Nacional de Historia Natural, Santiago (Chile), vol. 103, p. 5-8.